# Cova del Paborde
La Cova del Paborde és una cavitat del terme de Castell de Mur (antic terme de Guàrdia de Tremp), al Pallars Jussà, en terres del poble de Cellers, al Pallars Jussà.
Està situada a 735 metres d'altitud, a sota i migdia del Cinglo del Paborde, al vessant meridional del Serrat de les Marrades, al sud-oest de l'Obaga del Tic-tac i al nord-oest de la Cova dels Tres Forats. És a l'esquerra d'un barranc afluent per l'esquerra del barranc del Bosc.